# Fyfield (Essex)
Fyfield – wieś i civil parish w Anglii, w hrabstwie Essex, w dystrykcie Epping Forest. Leży 15 km na zachód od miasta Chelmsford i 38 km na północny wschód od Londynu. W 2011 roku civil parish liczyła 796 mieszkańców. Fyfield jest wspomniana w Domesday Book (1086) jako Fifhida/Altera Fifhida.